# 飯島優希
飯島 優希 （いいじま ゆうき）は日本の漫画家。かつてはAYUMI名義で活動していた。

## 経歴・特徴
AYUMIとしては『感じて!!放課後GIRLS』でデビュー。その後、『コミックドルフィン』（司書房）で飯島優希として再デビューする。
『コミックメガストア』（コアマガジン）・『Dokiッ』（竹書房）などに作品を発表していた。

## 作品リスト

### AYUMI名義
- 『ぶれいくしてね』フランス書院、フランス書院コミック文庫（1997年5月発売）ISBN 978-4829673584
- 『あぶない姉弟』桃園書房、TOEN COMICS（1997年11月1日発売）ISBN 978-4807831425
- 『初めて…はやさしく』桃園書房、TOEN COMICS（1998年9月発売）
- 『だいすきッ』桃園書房、TOEN COMICS （1999年11月発売）ISBN 978-4807832767
- 『不器用な獣たち』ヒット出版社セラフィンコミックス（2000年6月発売）ISBN 978-4894651265

### 飯島優希名義
- 『熱いの…』司書房、TSUKASA COMICS（2001年10月25日発行）ISBN 978-4812806333

収録作品：「Care　taker」・「ときめきCare　taker」・「いぶいぶ・ろすとLOVE」・「私のメルクリウス」・「見つめていてね」・「スペシャルGIRL　FRIEND」・「気ままにWhite　Day」・「ミルクティーレイン」・「感じて放課後GIRLS」・「Read　Your　Mind」
※　最後の三作品は、AYUMI時代に発表したもの
- 『あなただけ…特別』司書房、TSUKASA COMICS（2002年8月）ISBN 978-4812807897
- 『つぼみ』コアマガジン、メガストアコミックス（2004年11月19日発売）ISBN 978-4877347864

収録作品：「とろけるMAID」・「とろけるMAID2」・「アイママ～AIMAMA」・「GIGA　SCOOP！」・「冤罪テニス少女」・「言えないコトバ」・「新しい朝が来た」・「連鎖～LOOP」・「それでも愛してる」
- 『芽醒め（めざめ）』コアマガジン、メガストアコミックス（2006年2月20日発売）ISBN 978-4877349530

収録作品：「お似合いだよッ♥」・「つぼみのMAID」・「MAID　MAID　MAID」・「部屋とユニフォームとお姉ちゃん♥」・「放課後イイコト倶楽部」・「ごめんね美奈ちゃん」・「ふたご注意報♥」・「Raid-Viper」・「そこにいたDREAM」・「貴子さんの憂鬱」（描き下ろし）
- 『おしのび天使』竹書房、バンブーコミックス　DOKI　SERECT（2008年1月27日発売

収録作品：「おしのび天使」・「ときめきグローイングアップ」・「犬と呼ばないで」・「どきどきWAKE UP」・「明日はグッジョブ」・「あねいもパニック」・「僕のマーメイド」・「さよならKISS」・「でりらぶ」 2007年6月号
- 『天然ヴァージン』竹書房、バンブー・コミックス DOKI SELECT（2009年11月27日発売）ISBN 978-4812471968

収録作品：「天然ヴァージン」・「災い転じて福とナース」・「彼女の実験」・「サイン!」・「 すくみず」・「どっちにするの?」・「極上フルーツ」・「あぶないON AIR」・「幼馴染みパニック」・「さくらドロップ」
- 『たいせつなひと』竹書房、バンブー・コミックス DOKI SELECT（2010年9月27日発売）ISBN 978-4812474518

収録作品：「たいせつなひと」・「初めて?」・「はぷにんぐジャーニー」・「快感サポート」・「サンタクロースぱにっく」・「新妻テンプテーション」・「応援少女」・「先生の秘密」・「敏感ぷれい」・「オフィスバケーション」

### 原画
- 『黒薔薇は夜に咲く』…背景原画を一部担当[2]